# خورخي ألفريدو غونزاليس
خورخي ألفريدو غونزاليس (بالإسبانية: Jorge Alfredo Gonzalez)‏ هو لاعب كرة قدم أرجنتيني، ولد في 24 أغسطس 1988 في بوينس آيرس في الأرجنتين. لعب مع أتلتيكو أتلانتا وباراكاس سينترال وسيينسيانو ونادي أتليتيكو ريفير بليت بورتو ريكو.

## وصلات خارجية
- خورخي ألفريدو غونزاليس على موقع Soccerway.com (الإنجليزية)